# Newington (Londen)
Newington is een wijk in het Londense bestuurlijke gebied Southwark, in de regio Groot-Londen.

## Geboren
- William Swainson (1789-1855), ornitholoog, malacoloog, entomoloog, auteur en graficus